# Mistral Højris
Mistral Højris (né en 1995), est un cheval danois hongre de robe alezane, monté par la cavalière britannique Laura Bechtolsheimer dans les compétitions de dressage,,

## Histoire
Il naît en 1995 à l'élevage de Betty Rammussen au Danemark. Mistral Højris, affectueusement connu sous le nom de « Alf », a été choisi avec Laura Bechtolsheimer pour représenter la Grande-Bretagne à la fois aux Jeux Olympiques d'été de 2008 à Pékin où ils ont terminé à la 6e place, ainsi qu'aux Jeux Olympiques de Londres en 2012, où ils ont gagné une médaille d'or par équipe et une médaille de bronze en individuel.
Le cheval est mis à la retraite en 2013.

## Description
Mistral Højris est un hongre alezan du stud-book Danois sang-chaud, toisant 1,73 m

## Origines
Mistral Højris est un fils de l'étalon  Michellino et de la jument  Virginia, par  Ibsen 526.